# Joke van Beusekom
Joke van Beusekom (Wassenaar, 23 juni 1952) is een voormalig Nederlands badmintonster. Op de wereldkampioenschappen van 1977 won ze, samen met Marjan Ridder, zilver en daarmee de eerste WK-medaille in het badminton voor Nederland.

## Enkelspel
Individueel behaalde Van Beusekom aansprekende resultaten. Met 25 nationale titels is Van Beusekom de succesvolste badmintonster op de Nederlandse kampioenschappen. Op de Europese kampioenschappen veroverde ze driemaal de bronzen medaille (1972, 1974 en 1978).

## Dubbelspel
Van Beusekom veroverde met Agnes Geene in 1968 brons in het dubbelspel op de Europese kampioenschappen. In 1969 werd ze met Marjan Luesken Europees jeugdkampioen badminton. Met Luesken veroverde ze in 1974 en 1978 (inmiddels Marjan Ridder genaamd) brons op de EK. In 1977 won ze in Malmö met Ridder op de eerste wereldkampioenschappen badminton zilver.
Van Beusekom speelde competitie voor onder meer BC Duinwijck en BC Drop Shot